# Ialútorovsk
Ialútorovsk - Ялуторовск (rus) - és una ciutat de l'óblast de Tiumén, a Rússia. Es troba a la vora del riu Tobol, a 75 km al sud-est de Tiumén.